# 녹읍
녹읍(祿邑)은 신라 때부터 고려 초기까지 나라에서 벼슬아치에게 직무의 대가, 곧 급료로서 부여한 수조권(조세를 받을 권리)을 일컫는다. 흔히 “땅을 주었다”라고 여기기도 하나 소유권은 여전히 나라에 속하였고, 녹읍을 받은 이는 그 땅의 조세와 함께 노동력을 징발할 수 있을 뿐이었다.
내물직계가 왕위를 계승하던 신라 상대부터 지급되던 녹읍은 조, 공납, 역을 징발할 수 있는 권한을 말하며 원칙적으로 왕토사상이기 때문에 땅을 준다고 하나 소유권이 나라에 귀속된건 사실이지만 왕토사상은 관념적인 개념이고 실제로 개인소유의 토지가 존재하였다고 보는 것이 옳고, 실제로 사유지가 매매, 상속, 증여, 임대가 가능했다. 특히 관료전과 많이 비교되며 조만 걷을 수 있는 권한(수조권)만 부여되는 관료전과 달리 해당 지역의 공납과 역에 대한 권리도 지급되었기 때문에 귀족에게는 이득이 되는 일이었다.

## 같이 보기
- 녹봉
- 식읍